# 上阿赫瑟爾山
47°04′01″N 12°25′36″E / 47.067036°N 12.426624°E

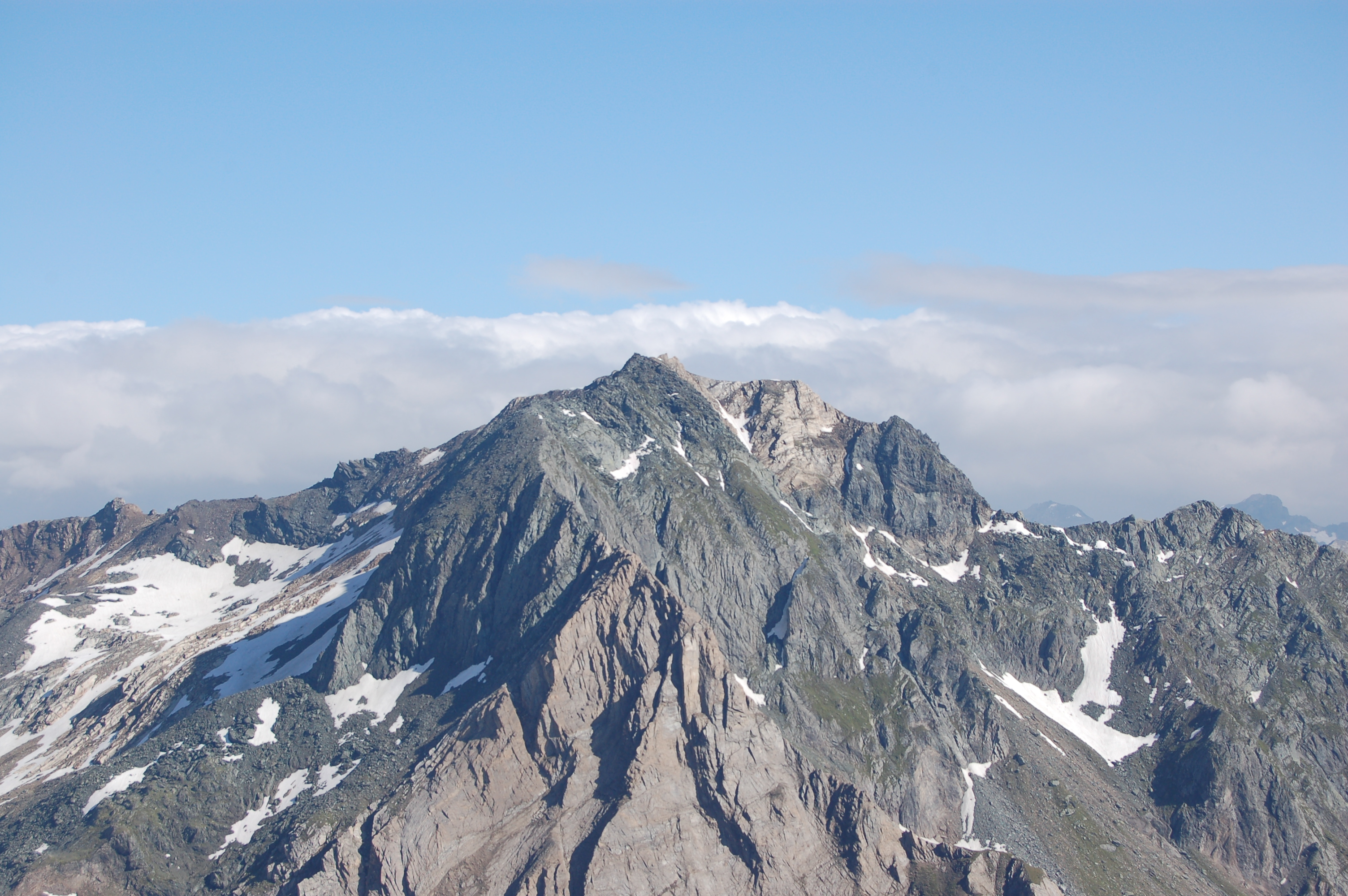

上阿赫瑟爾山（德語：Hohe Achsel），是奧地利的山峰，位於該國西部，由蒂羅爾州負責管轄，屬於維內迪傑山脈的一部分，海拔高度3,161米，每年平均降雨量1,971毫米。